# Naomi Adachi
Naomi Adachi (výslovnost: adači, japonsky 足立ナオミ * 17. října 1995) je česká herečka, modelka, herní novinářka, influencerka a moderátorka česko-japonského původu.

## Osobní život a studia
Je dcerou české matky Radany a japonského otce Mahita Adačiho. Má nevlastního bratra Ondřeje Maška z matčina prvního manželství. V dětství bydlela v Liberci, poté se přestěhovala do Prahy. Na Pražské konzervatoři studovala obor herectví. Následně na Karlově univerzitě studovala divadelní vědu.
Od jara 2023 je ve vztahu s českým skateboardistou Maximem Habancem. V březnu 2024 oznámili, že čekají potomka. V srpnu téhož roku se jim narodila dcera Emiko.

## Kariéra
Zahrála si v několika českých a zahraničních reklamách, spolupracovala s japonskou televizí. Moderovala pořad o volnočasových aktivitách Zet box, produkovaný Českou televizí, poté účinkovala v Planetě Yó. Se svými kolegy Matyášem Valentou a Davidem Fišerem provází diváky pořadem o počítačových hrách DVA3 (výslovnost: dva na třetí) a gamingovým pořadem GPTV na MALL TV. Má za sebou již několik filmových rolí (např. ve snímcích Fotograf, Na krátko, Shoky & Morthy: Poslední velká akce). Měla společný pořad Jarda versus Naomi s Jaromírem Möwaldem od 31. srpna 2021 do 19. června 2022 v TALKTV. Během letní olympiády 2021 v Tokiu pod hlavičkou Českého olympijského výboru informovala fanoušky prostřednictvím reportáží v pořadu Naomi na olympiádě (20 krátkých videí na téma života v Tokiu během olympiády, délka 2-6 minut).
Též se věnuje modelingu, byla třeba na Prague Fashion Weeku, fotila pro Freshlabels, Footshop, ONYX Vision a další, včetně několika japonských společností. V březnu 2022 vystupovala ve videoklipu k písni Vedle tebe usínám skupiny Mirai. Účastnila se první řady reality show Love Island Česko & Slovensko (2021). V březnu 2023 moderovala pro HBO premiéru seriálu The Last of Us.

## Influencing
Naomi vlastní Instagramový profil. 11. 5. 2024 měla téměř 4000 příspěvků (3831) a 114 000 sledujících. V březnu 2013 si založila svůj Youtube kanál, kde však začala pravidelně publikovat videa až od února 2021. 11. 5. 2024 měla na svém kanále 82 videí, více než 20 000 sledujících a téměř 2 miliony zhlédnutí (1,96 mil).